# Hóquei no gelo nos Jogos Olímpicos de Inverno de 1998
Os eventos de hóquei no gelo realizados nos Jogos Olímpicos de Inverno de 1998 tiveram como arenas o Big Hat e Aqua Wing Arena, localizadas na cidade de Nagano, no Japão.
Esta foi a primeira edição dos Jogos Olímpicos de Inverno em que jogadores da National Hockey League (NHL) conseguiram um período de férias, permitindo que cada time nacional fosse montado da melhor forma. Além disso, os atletas foram obrigados a se hospedar na Vila Olímpica, ao contrário das edições anteriores em que as Confederações Nacionais poderiam optar por hotéis cinco estrelas.
As seleções de Canadá e Estados Unidos foram favorecidas com essa permissão, já que haviam se enfrentado na final do Campeonato Mundial de Hóquei no Gelo de 1996. Após um resultado abaixo do esperado na primeira fase, sendo eliminados com apenas uma vitória, vários jogadores americanos foram presos for vandalizarem seus quartos na Vila Olímpica. Mesmo pagando pelo prejuízo, os americanos nunca se desculparam pelo incidente  O time canadense teve um bom início, mas acabou perdendo exatamente o jogo semifinal para a República Tcheca. Existia a expectativa de que Wayne Gretzky finalmente ganharia uma medalha olímpica, algo que nunca aconteceu.
Com problemas internos, a seleção da Rússia não conseguiu enviar alguns de seus melhores jogadores da NHL. Mesmo assim chegou a final contra a República Tcheca, do goleiro Dominik Hašek que era considerado o melhor de sua posição no mundo a época e, após um jogo tenso, os tchecos ganharam o inédito campeonato olímpico.

## Formato

### Masculino
O formato do torneio masculino foi criticado por que a NHL confirmou que não liberaria os jogadores para a disputa da primeira fase. Sendo assim, 14 times disputaram o torneio que foi composto por três fases. Isto foi motivado pelas campanhas de Alemanha e Eslováquia que ganharam os seus grupos na primeira fase e não conseguiram evoluir para as semifinais. Além disso, várias críticas surgiram pois os oito times que chegaram a fase final estariam automaticamente classificados para as quartas de final. O formato foi mantido para os Jogos Olímpicos de Inverno de 2002.
Os sete piores ranqueados mais o time do Japão participaram da fase preliminar, divididos em dois grupos de quatro (Grupos A e B). O formato deste torneio preliminar era simples, com todas as seleções se enfrentando dentro dos grupos e apenas o vencedor de cada um avançando para a fase seguinte. As equipes eliminadas fizeram jogos de consolação no mesmo formato, apenas para definir a posição final.
Os seis times automaticamente classificados, mais os dois times melhores ranqueados dos grupos A e B, se classificaram para a fase final. Eles foram novamente divididos em dois grupos de quatro times, com o posicionamento seguindo os resultados do Campeonato Mundial de Hóquei no Gelo de 1995, com cada um jogando três jogos.
As quatro equipes de cada grupo avançaram para as automaticamente para as quartas de final, onde a partir de então se enfrentaram em jogos eliminatórios até se chegar aos dois finalistas. As equipes eliminadas durante as quartas fizeram jogos de consolação no mesmo formato, apenas para definir a posição final.

### Feminino
Esta foi a primeira edição da história dos Jogos Olímpicos de Inverno em que um torneio feminino de hóquei sobre o gelo foi disputado. O Canadá havia ganhado todas as competições entre seleções no ano anterior e jogado todas as finais contra os Estados Unidos, fato que se repetiu em Nagano, mas dessa vez a vitória foi estadunidense que se tornou o primeiro time campeão feminino da história da modalidade.
Ao contrário do masculino, não houve um torneio qualificatório da modalidade. As cinco primeiras colocadas do Campeonato Mundial Feminino de Hóquei sobre o Gelo de 1997 se classificaram automaticamente para o torneio. A sexta vaga estava reservada para o time do Japão, na posição de país-sede.
O formato do torneio foi simples, sendo todos contra todos, onde os dois primeiros colocados do grupo único se classificaram para a final, enquanto que o terceiro e quarto colocados disputaram a medalha de bronze.

## Eventos
- Equipes femininas
- Equipes masculinas

## Medalhistas

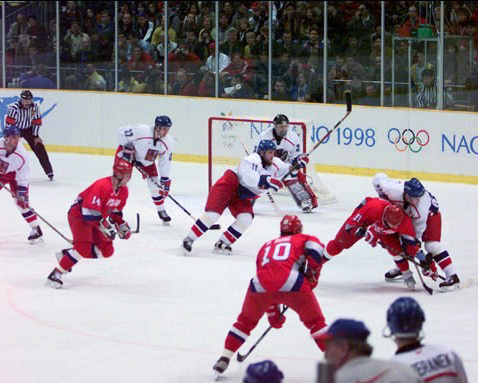
Final da competição masculina entre Rússia e Rep. Checa.

| Evento             | Ouro | Prata | Bronze |
| ------------------ | --- | --- | --- |
| Masculino detalhes | Josef Beránek Jan Čaloun Roman Čechmánek Jiří Dopita Roman Hamrlík Dominik Hašek Milan Hejduk Milan Hnilička Jaromír Jágr František Kučera Robert Lang David Moravec Pavel Patera Libor Procházka Martin Procházka Robert Reichel Martin Ručínský Vladimír Růžička Jiří Šlégr Richard Šmehlík Martin Straka Jaroslav Špaček Petr Svoboda CZE República Checa | Pavel Bure Valeri Bure Mikhail Shtalenkov Alexei Gusarov Alexei Yashin Dmitri Yushkevich Alexei Zhamnov Alexei Zhitnik Valeri Kamensky Darius Kasparaitis Andrei Kovalenko Igor Kravchuk Sergei Krivokrasov Boris Mironov Dmitri Mironov Aleksey Morozov Sergei Nemchinov German Titov Andrei Trefilov Oleg Shevtsov Sergei Gonchar Sergei Fedorov Valeri Zelepukin RUS Rússia | Teemu Selänne Aki Berg Tuomas Grönman Raimo Helminen Sami Kapanen Saku Koivu Jari Kurri Janne Laukkanen Jere Lehtinen Juha Lind Jyrki Lumme Jarmo Myllys Mika Nieminen Janne Niinimaa Teppo Numminen Ville Peltonen Kimmo Rintanen Ari Sulander Jukka Tammi Esa Tikkanen Kimmo Timonen Antti Törmänen Juha Ylönen FIN Finlândia |
| Feminino detalhes  | Chris Bailey Laurie Baker Alana Blahoski Lisa Brown-Miller Karyn Bye Colleen Coyne Sara Decosta Tricia Dunn Cammi Granato Katie King Shelley Looney Sue Merz Allison Mleczko Tara Mounsey Vicki Movsessian Angela Ruggiero Jenny Potter Jen Schmidgall Sarah Tueting Gretchen Ulion Sandra Whyte USA Estados Unidos                                          | Jennifer Botterill Thérèse Brisson Cassie Campbell Judy Diduck Nancy Drolet Lori Dupuis Danielle Goyette Geraldine Heaney Jayna Hefford Becky Kellar Katheryn Mccormack Karen Nystrom Lesley Reddon Manon Rhéaume France St-Louis Laura Schuler Fiona Smith Vicky Sunohara Hayley Wickenheiser Stacy Wilson CAN Canadá                                                         | Sari Fisk Kirsi Hänninen Satu Huotari Marianne Ihalainen Johanna Ikonen Sari Krooks Emma Laaksonen Sanna Lankosaari Katja Lehto Marika Lehtimäki Riikka Nieminen Marja-Helena Pälvilä Tuula Puputti Karoliina Rantamäki Tiia Reima Katja Riipi Päivi Salo Maria Selin Liisa-Maria Sneck Petra Vaarakallio FIN Finlândia         |

## Quadro de medalhas
| Ordem | País                | Medalha de ouro | Medalha de prata | Medalha de bronze |   |
| ----- | ------------------- | --------------- | ---------------- | ----------------- | - |
| 1     | USA Estados Unidos  | 1               |                  |                   | 1 |
| 1     | CZE República Checa | 1               |                  |                   | 1 |
| 3     | CAN Canadá          |                 | 1                |                   | 1 |
| 3     | RUS Rússia          |                 | 1                |                   | 1 |
| 5     | FIN Finlândia       |                 |                  | 2                 | 2 |